# 路易斯安那大學拉法葉分校
路易斯安那大學拉法葉分校（英語：University of Louisiana at Lafayette，縮寫為UL Lafayette），通称路易斯安那大学，是一所位於美國路易斯安那州拉法葉的公立大學，入學人數為路易斯安那大學系統内最多。

## 历史
該大學創建於1898年，名为路易斯安那西南工業学院（Southwestern Louisiana Industrial Institute）。1921年更名为路易斯安那西南文理学院（Southwestern Louisiana Institute of Liberal and Technical Learning ）。1960年更名为路易斯安那西南大学（University of Southwestern Louisiana）。1999年改为現名。